# بلدة باث (مقاطعة غرين)
بلدة باث هي واحدة من اثنتي عشرة بلدة في مقاطعة غرين، أوهايو، الولايات المتحدة. اعتبارًا من تعداد 2010، بلغ عدد سكان البلدة 39392 نسمة، منهم 7823 يعيشون في الأجزاء غير المدمجة.

## الاسم والتاريخ
تم تنظيم بلدة باث في عام 1807. سميت البلدة باسم باث، مين (التي سميت على اسم مدينة باث الإنجليزية). جاء أحد المستوطنين الأوائل من مدينة ماين.

## روابط خارجية
- الموقع الرسمي لبلدة باث
- موقع المقاطعة نسخة محفوظة 29 سبتمبر 2017 على موقع واي باك مشين.